# Monpezat
Monpezat település Franciaországban, Pyrénées-Atlantiques megyében. Lakosainak száma 81 fő (2022. január 1.). Monpezat Lascazères, Bétracq, Lasserre, Moncaup és Séméacq-Blachon községekkel határos.

## Népesség
A település népességének változása:
| Lakosok száma | 80   | 78   | 82   | 83   | 85   | 84   | 84   | 83   | 81   |
|               | 2013 | 2015 | 2016 | 2017 | 2018 | 2019 | 2020 | 2021 | 2022 |